# Горохове молоко
Горохове молоко – це вид рослинного молока, виготовленого з використанням горохового білка, який виготовляється з гороху. Комерційне горохове молоко, як правило, буває підсолодженим, не підсолодженими, з ваніллю або шоколадним ароматизатором і зазвичай збагачене вітамінами. Воно продається як більш екологічно-дружня альтернатива мигдалевому молоку і не-ГМО альтернатива соєвому молоку.